# Yamaha Motor Company
Yamaha Motor Company Limited (ヤマハ発動機株式会社 Yamaha Hatsudōki Kabushiki-gaisha?) este un producător japonez de motociclete, produse marine, cum ar fi bărci și motoare outboard și alte produse motorizate. Compania a fost înființată în 1955 la separarea de Yamaha Corporation (cu toate acestea Yamaha Corporation este încă cel mai mare acționar cu 9,92% din 2017) și are sediul în Iwata, Shizuoka, Japonia. Compania desfășoară operațiuni de dezvoltare, producție și marketing prin 109 filiale consolidate începând cu 2012.
Condusă de Genichi Kawakami, primul președinte al companiei, Yamaha Motor a început producția primului său produs, YA-1, în 1955. Motocicleta de 125 cm a câștigat a 3-a cursă Muntele Fuji Ascent Race din clasa sa.
Produsele companiei includ motociclete, scutere, biciclete motorizate, bărci, barcă cu pânze, scuter acvatic, piscine, bărci utilitare, bărci de pescuit, motoare outboard, ATV-uri cu 4 roți, vehicule off-road recreative, motoare go-kart, cart de golf, motoare polivalente, generatoare electrice, pompe de apă, snowmobil, suflător de zăpadă, motoare auto, monitoare de suprafață, mașini inteligente, elicoptere fără pilot de uz industrial, unități electrice pentru scaune cu rotile și căști. Compania este implicată, de asemenea, în importul și vânzarea diferitelor tipuri de produse, în dezvoltarea afacerilor turistice și în gestionarea timpului liber, a facilităților de agrement și a serviciilor conexe. Vânzările de motociclete Yamaha sunt a doua ca mărime din lume motor outboard și Yamaha este liderul mondial în vânzări de vehicule pe apă.

## Legături externe
- Yamaha Motor Co. global site
- Yamaha Motor India. india site
- Yamaha Motorcycles pe Curlie